# David Suppes

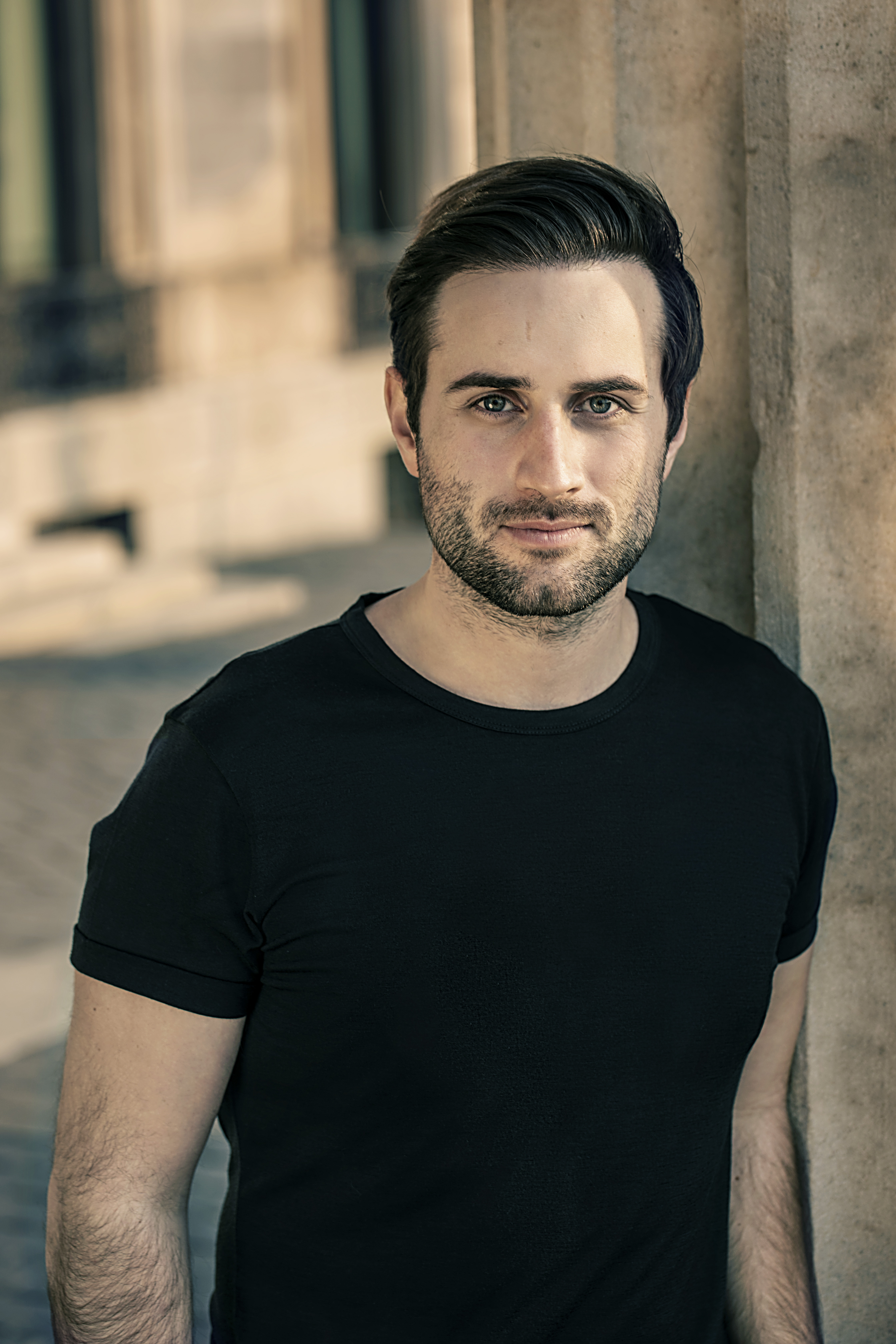
David Suppes im März 2019

David Suppes (* 16. Juli 1988) ist ein deutscher Kunst- und Antiquitätenhändler.

## Leben
Suppes besuchte die integrierte Gesamtschule Helene-Lange-Schule und die Wirtschaftsschule Friedrich-List-Schule in Wiesbaden. Von 2009 bis 2013 studierte er an der Hochschule Fresenius in Idstein „Media & Communication Management“ im Bereich Marketing und schloss sein Studium mit dem Bachelor of Arts ab. An der Hochschule Fresenius war er von 2012 bis 2018 Lehrbeauftragter der kommunikationswissenschaftlichen Fakultät im Fachbereich „Wirtschaft und Medien“.
In Wiesbaden betreibt er in dritter Generation zusammen mit seinem Vater Bernd Suppes zwei Antiquitätengeschäfte; seit Juli 2011 ist er hier als Junior-Geschäftsführer tätig. Seit März 2019 tritt Suppes als Händler in der ZDF-Sendereihe Bares für Rares auf.

## Publikationen
- Machtkonzentration im Internet. Grin Verlag, München 2014, ISBN 978-3-656-61874-4, 80 S.